# 片浦プロット
片浦プロット（かたうらプロット）は、21世紀におけるカーボンナノテクノロジー分野の新しい専門用語である。
片浦弘道は、主要な光学応答遷移のエネルギーがカーボンナノチューブの直径に依存することを明示した。その後、励起子効果を含めた光学遷移エネルギーが、ナノチューブの直径が太くなると下がることが実験的に証明され、理論研究とも定量的に合致した。
東北大学大学院理学研究科教授斉藤理一郎によって命名された物理学・化学分野の専門用語で、世界的に波及しつつある。